# Arrondissement Castres
Castres is een arrondissement van het Franse departement Tarn in de regio Occitanie. De onderprefectuur is Castres.

## Kantons
Het arrondissement was tot 2014 samengesteld uit de volgende kantons:
- Kanton Anglès
- Kanton Brassac
- Kanton Castres-Est
- Kanton Castres-Nord
- Kanton Castres-Sud
- Kanton Castres-Ouest
- Kanton Cuq-Toulza
- Kanton Dourgne
- Kanton Graulhet
- Kanton Labruguière
- Kanton Lacaune
- Kanton Lautrec
- Kanton Lavaur
- Kanton Mazamet-Nord-Est
- Kanton Mazamet-Sud-Ouest
- Kanton Montredon-Labessonnié
- Kanton Murat-sur-Vèbre
- Kanton Puylaurens
- Kanton Roquecourbe
- Kanton Saint-Amans-Soult
- Kanton Saint-Paul-Cap-de-Joux
- Kanton Vabre
- Kanton Vielmur-sur-Agout

Na de herindeling van de kantons door het decreet van 17 februari 2014 met uitwerking op 22 maart 2015 omvat het volgende kantons :
- Kanton Castres-1
- Kanton Castres-2
- Kanton Castres-3
- Kanton Graulhet
- Kanton Le Haut Dadou (deels: 4/30)
- Kanton Les Hautes Terres d'Oc
- Kanton Lavaur Cocagne
- Kanton Mazamet-1
- Kanton Mazamet-2 Vallée du Thoré
- Kanton La Montagne noire
- Kanton Le Pastel
- Kanton Plaine de l'Agoût
- Kanton Les Portes du Tarn (deels: 8/10)